# Мюррей, Дейн
Дейн Мю́ррей (англ. Dane Murray; род. 26 июня 2003, Шотландия) — шотландский футболист, защитник клуба «Селтик».

## Клубная карьера
Мюррей — воспитанник клуба «Селтик». 20 июля 2021 года в поединке квалификации Лиги чемпионов против датского «Мидтьюлланна» Дейн дебютировал за основной состав.